# Chichén Itzá
Chichén Itzá (din limba mayașă yucatecă: Chi'ch'èen Ìitsha',; pronunție spaniolă: /tʃiːˈtʃɛn iːˈtsɑː/; tradus „La gura fântânii Itzá”) este un uriaș sit arheologic pre-columbian construit de civilizația Maya și aflat în partea central-nordică a peninsulei Yucatán, în statul Yucatán, Mexic.
Chichén Itzá a fost un centru regional al câmpiilor mayașe din nord din perioada clasică târzie până în cea clasică terminală și spre începutul perioadei postclasice. Situl prezintă o multitudine de stiluri arhitecturale, de la ceea ce se numește stilul „mexicanizat” și cu influențe din stilurile văzute în centrul Mexicului și până la stilul Puuc din câmpiile nordice. Prezența stilurilor central-mexicane a fost considerată un semn al migrațiilor directe a populațiilor din centrul Mexicului sau a unor cuceriri a acestora, dar interpretările contemporane văd prezența acestor stiluri non-mayașe mai mult ca un rezultat al schimburilor culturale.
Ruinele Chichén Itzá sunt proprietate a guvernului federal mexican, iar situl este administrat de Instituto Nacional de Antropología e Historia (Institutul Național Mexican de Antropologie și Istorie, INAH). Pământul de sub monumente, însă, este în proprietatea privată a familiei Barbachano.